# Ві Ехах Кобо

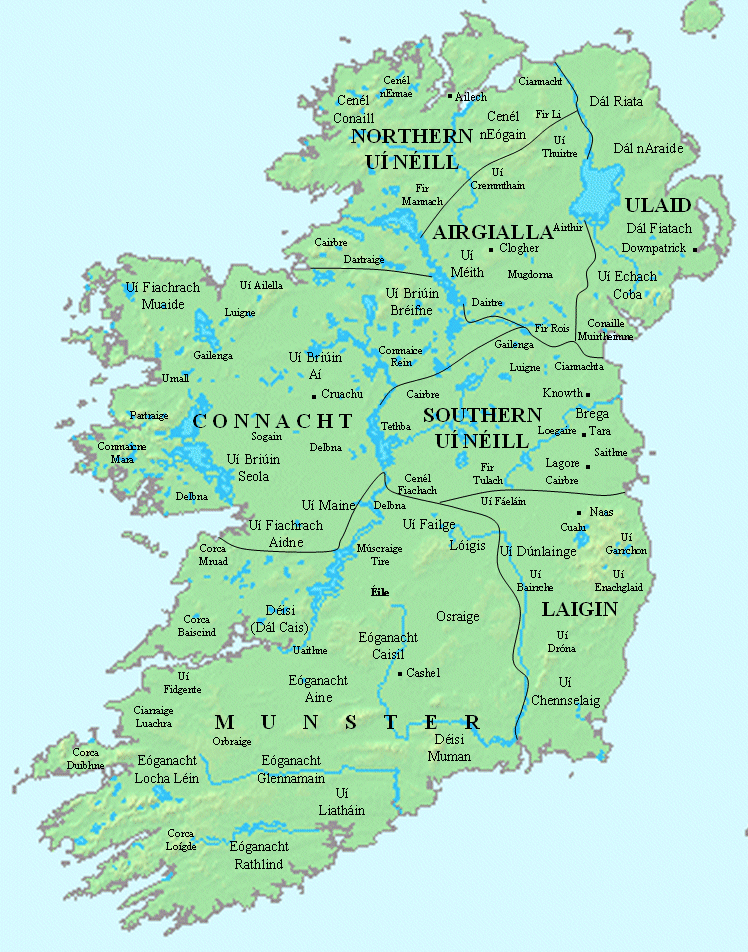
Королівства, племена, клани Ірландії наприкінці VIII століття.

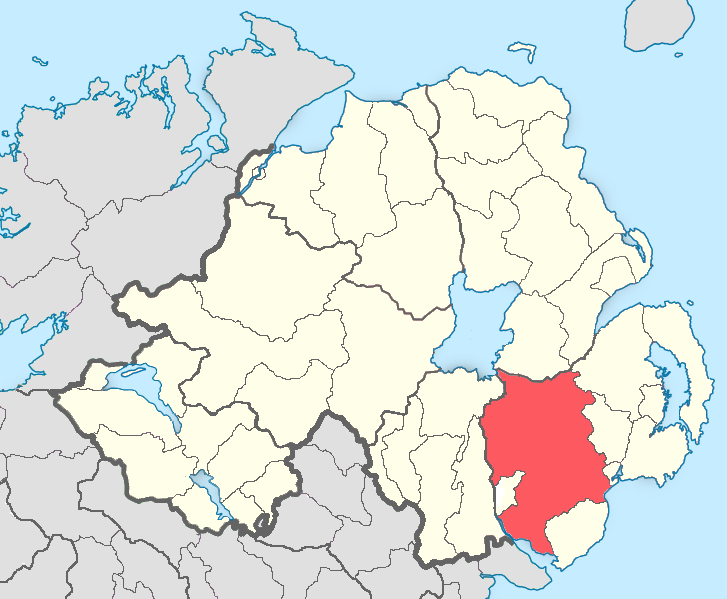
Територія королівства Ві Ехах Кобо.

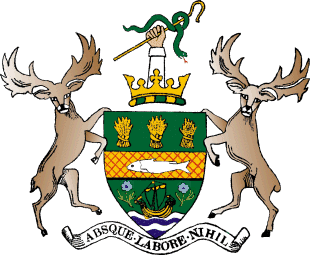
Герб графства Даун, де колись було королівство і клан Ві Ехах Кобо.

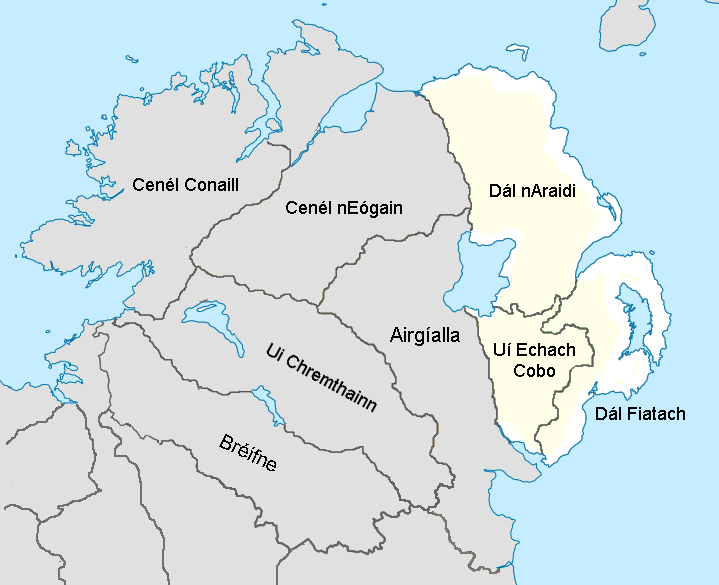
Королівства північної частини Ірландії в ХІІ столітті.

Герб графів Айве.

Ві Ехах Кобо — (ірл. — Uí Echach Cobo, Uíbh Eachach, Uíbh Eachach Cobha, англ. — Iveagh) — васальне королівство та назва клану в Ірландії в ранньому середньовіччі, що входило до складу королівства Улад (Ольстер). Нині: територія в графстві Даун.

## Назва Ві Ехах Кобо в історії Ірландії
Вважається, що Ві Ехах Кобо — це був один з кланів племені (туат) круїтні. Перекладається як «нащадки Еху Кобо». Іноді називають Вів Ехах Улад (ірл. — Uíbh Eachach Uladh) — «нащадки Еху Уладського». Це було одне з туата, що входили до складу давнього васального королівства Улад, населяли східну частину цього королівства. Після завоювання королівства Улад братами Колла та його розпаду, ввійшли до складу зменшеного в розмірах (до п'ятої частини колишнього королівства) королівства Улад (Ольстер), що існувало протягом IV—XII століть. Нове королівство Улад, що теоретично було васальним щодо верховного короля Ірландії було по суті конфедерацією п'яти васальних королівств: Дал н-Арайде, Дал Ріада, Дал Фіатах, Ві Ехах Кобо, Конайлле Муйрхеймне під владою короля Уладу.
Одна з давніх назв цієї території — Маг Коба (ірл. — Magh Cobha) — Рівнина Коба. Ця давня назва збереглася в топонімі Мойков (ірл. — Moycove) в приході Друмбалроні (ірл. — Drumballyroney), тут був англо-норманський замок у 1188—1261 роках. Найвища точка на цій території — пагорби Кнок Вів Еахах (ірл. — Cnoc Uíbh Eachach), що колись були центром цього васального королівства і містили укріплення на вершинах.
Інша форма цієї назви була Куйб (ірл. — Cuib) з титулом «король Куйб». Ця назва і титул згадуються в «Літописі Тігернаха» у 685 році та в «Літописі Ольстера» у 735 році. В останнє ця назва згадується в «Літописі Ольстера» у 882 році, після чого це васальне королівство називається виключно Ві Ехах Кобо.
Королівство і назва клану Ві Ехах Кобо згадується в різних ірландських літописах від 551 до 1136 року. В останньому запису про це васальне королівство пишеться: «Ехрі О'х-Айттейд — лорд Ві-Еахах був вбитий самими людьми Ві-Еахах.»

## Походження клану
Засновником клану вважається Еху Кобо, що мав спільних предків з Фіаха Арайде (ірл. — Fiacha Araidhe) — засновником клану Дал н-Арайде. Їхні подальші предки неясні, бо в різних літописах наводиться різні родоводи.
Так у «Літописі Ольстера» пишеться, що Еоху — предок Ві Ехах Кобо — був включений в династію королів Уладу.
Роулінсон наводить такі родоводи: Родовід королів Дал н-Арайде: Ехдах, син Кондле, син Келбада, син Круїнд Ба Друй.
Родовід клану Ва н-Ехах Коба: Ехах Коба син Круїнд Ба Друй.
Родовід Мег Енгусу Індсо: Мак Енгуса гілка Вів Ехах Кобо: Ехах, син Кондла, син Келбад Кобо, син Круїнд ба Драй, син Ехах Кобо, син Лугдах.
У книзі «Лауд» наводяться такі родоводи: Родовід Сіл Фергуса: Ехах, син Кондлай, син Келбад Коба, син Круїнд ба Драй, син Ехах Коба, син Лугдах.
Родовід х-Ва н-Ехах Коба: Ехах син Круїнд ба Друй — подається як предок клану х-І-Ехах (ірл. — hÍ Echach), але згадується Ехах Коба, син Айліля, син Федлімхе.

## Королі Куйб
Фохад мак Конайлле (ірл. — Fothad mac Conaille) (пом. 552)
Аедан мак Монгайн (ірл. — Áedán mac Mongáin) (пом. 616)
Фергус мак Аедайн (ірл. — Fergus mac Áedáin) (пом. 692) — король Уладу з 674
Брессал мак Фергусса (ірл. — Bressal mac Fergusa) (пом. 685)
Еохайд мак Брессайл (ірл. — Eochaid mac Bressail) (пом. 733)
Конхад мак Куанах (ірл. — Conchad mac Cúanach) (пом. 735)
Фергус Глут (ірл. — Fergus Glut) (пом. 739)
Айлілль мак Федліммід (ірл. — Ailill mac Feidlimid) (пом. 761)
Гормгал мак Конайлле (ірл. — Gormgal mac Conaille) (пом. 776)
Еоху мак Айлілла (ірл. — Eochu mac Aililla) (пом. 801)
Маел Брессайл мак Айлілло (ірл. — Máel Bressail mac Ailillo) (пом. 825) — король Уладу з 819
Кернах мак Брессайл (ірл. — Cernach mac Máele Bressail) (пом. 853)
Коналлан мак Маеле Дуїн (ірл. — Conallán mac Máele Dúin) (пом. 882)
Айтіх мак Лайгні (ірл. — Aitith mac Laigni) (пом. 898) — король Уладу з 896.

## Королі та лорди Ві Ехах Кобо
До королівських династій клану і королівства Ві Ехах Кобо належать в першу чергу династія Ва х-Айтіде (ірл. — Ua hAitidhe) — англоїзований варіант — О'Хоугі (ірл. — O'Haughey). Ця династія правила землями протягом 200 років. В першу чергу згадується король Аод Ва х-Айтіде (ірл. — Aodh Ua hAitidhe), що був вбитий власними підданими у 965 році. Остання згадка про королів Ві Ехах Кобо була в літописах 1136 року, коли король Ехрі Ва хАйтіде (ірл. — Echri Ua hAitidhe) був вбитий і зновуж своїм власним народом.
Одною з септ клану Ві Ехах Кобо була септа Мак Енгуса (ірл. — Mac Aonghusa) або Магенніс (ірл. — Magennis) чи Мак Гінесс (ірл. — MacGuiness), що правила кланом Аода (ірл. — Clann Aodha) — кланом Х'ю (ірл. — Clan Hugh). Ця септа походить від Сарана (ірл. — Sárán), нащадка Ехах Кобо. До кінця XII століття вони були лордами цієї землі і правили з Райхфріланду (ірл. — Rathfriland) — свого центру. Клан Мак Енгуса згадується королем Едуардом II в листах як «королі Гібернії» (лат. — Dux Hibernicorum de Ouehagh), або як «вожді ірландців».
У XIV столітті клан Мак Артайн (ірл. — Mac Artáin) чи МакКартан (ірл. — MacCartan) ненадовго став господарем цієї землі. Вони були септою клану Кінеларті (ірл. — Kinelarty), що походив від Мак Енгуса. Хоча в «Літописах Муйрхертаха» пишеться, що клан Мак Артайн став господарем землі Айвей — так тепер називалось королівство Ві Ехах Кобо — в XI столітті. Клан МакКартан походить від Артайна — правнука Монгана мак Енгуса (ірл. — Mongán Mac Aonghusa).
У XV столітті англійська влада ліквідувала титул графа Ольстера. Цим скористалися лорди Айвею і розширили свої володіння на всю територію нинішнього графства Даун, до замку Дандрум і на все узбережжя Ірландського моря біля нинішнього графства Даун. Проте в середині клану Мак Енгуса загострились суперечки між чотирма гілками клану: Кастелвеллан (ірл. — Castlewellan), Коргарі (ірл. — Corgary), Кілвалрін (ірл. — Kilwarlin), Рахфріланд (ірл. — Rathfriland). Під час Девятирічної війни в Ірландії (1594—1603) — повстання ірландців проти англійської влади, яке було жорстоко придушене, Чарльз Блаут — англійський намісник, «лорд Ірландії» вщент розорив землі королівства Айвей. Лорд Айвею — Арт Роу Магенніс (ірл. — Art Roe Magennis) мусив тікати з Ірландії щоб, як він висловився «запобігли винищенню нашого народу».
Після 1605 року почалась колонізація земель королівства англійцями з залученням до цього лояльних англійській владі ірландських протестантів. Землі колишнього королівства були розділені між колоністами на 15 частин. Багато земель були передані англійським офіцерам — серу Генрі Багеналу та серу Артуру Чічестеру.
Назва Айвей використовувалась щодо перів Ірландії та перів Сполученого Королівства Великої Британії щодо сімей Магенніс та Гінесса: Віконти Магенніс Айвей (1623—1693)
Барони Айвей (з 1885)
Віконти Айвей (з 1905)
Графи Айвей (з 1919)